# Максимюк Роман Васильович
Рома́н Васи́льович Максимю́к (нар. 14 червня 1974, Битків, Івано-Франківська область) — колишній український футболіст, півзахисник збірної України. Восени 2022 року долучився до ЗСУ, учасник бойових дій. Наразі вважається зниклим безвісти за особливих обставин.

## Життєпис

### Клубна кар'єра
Займатися футболом почав у четвертому класі, коли пішов у надвірнянську ДЮСШ.
Виступав за команди «Кристал» Ч, «Бескид», ЦСКА, «ЦСКА-Борисфен», «Хутровик», «Прикарпаття» (І.-Ф.), «Зеніт», «Динамо» (К), «Дніпро» (Д), «Волинь». У Вищій лізі України дебютував 25 липня 1995 року («Прикарпаття» — «Таврія» — 4:3).

### Національна збірна
Роман Максимюк зіграв 5 матчів за національну збірну. У її складі дебютував 19 серпня 1998 року в матчі Україна — Грузія (4:0).

### Тренерська кар'єра
У січні 2017 року очолив «Тернопіль», але майже відразу був звільнений.

## Збройні Сили України
Восени 2022 року добровільно долучився до лав Збройних Сил України. Був навідником у 25-ій Січеславській повітряно-штурмовій бригаді. Наразі вважається зниклим безвісти за особливих обставин. 
7 червня 2025р. Збірна України з футболу вийшла на товариський матч з Збірною Канади з футболкою та кітелем колишнього гравця «Волині».

## Досягнення
- Володар Кубка Росії 1999 року
- Бронзовий призер чемпіонату України 2001 і 2004 років

## Статистика виступів
| Сезон     | Клуб                             | Ліга             | Чемпіонат | Чемпіонат | Кубок | Кубок |
| Сезон     | Клуб                             | Ліга             | Ігри      | Голи      | Ігри  | Голи  |
| --------- | -------------------------------- | ---------------- | --------- | --------- | ----- | ----- |
| 1991      | «Прикарпаття» (Івано-Франківськ) | Друга нижча ліга | 2         | 0         | 0     | 0     |
| 1993—1994 | «Кристал» (Чортків)              | Перша ліга       | 11        | 0         | 1     | 0     |
| 1993—1994 | «Бескид» (Надвірна)              | Перехідна ліга   | 17        | 8         | 0     | 0     |
| 1993—1994 | «ЦСК ЗСУ» (Київ)                 | Перехідна ліга   | 3         | 0         | 0     | 0     |
| 1994—1995 | ЦСКА (Київ)                      | Третя ліга       | 34        | 6         | 2     | 0     |
| 1994—1995 | «ЦСКА-Борисфен» (Бориспіль)      | Перша ліга       | 1         | 0         | 0     | 0     |
| 1995—1996 | «Прикарпаття» (Івано-Франківськ) | Вища ліга        | 25        | 0         | 1     | 0     |
| 1995—1996 | «Хутровик» (Тисмениця)           | Друга ліга       | 6         | 0         | 0     | 0     |
| 1995—1996 | «Кристал» (Чортків)              | Перша ліга       | 4         | 0         | 0     | 0     |
| 1996—1997 | «Прикарпаття» (Івано-Франківськ) | Вища ліга        | 26        | 2         | 1     | 0     |
| 1996—1997 | «Кристал» (Чортків)              | Перша ліга       | 2         | 0         | 0     | 0     |
| 1997—1998 | «Прикарпаття» (Івано-Франківськ) | Вища ліга        | 13        | 0         | 2     | 0     |
| 1997—1998 | ФК «Тисмениця»                   | Друга ліга       | 3         | 0         | 0     | 0     |
| 1998      | «Зеніт» (Санкт-Петербург)        | Вища ліга        | 26        | 8         | 4     | 3     |
| 1998      | «Зеніт-2» (Санкт-Петербург)      | Друга ліга       | 1         | 1         | 0     | 0     |
| 1999      | «Зеніт» (Санкт-Петербург)        | Вища ліга        | 19        | 2         | 2     | 0     |
| 1999      | «Зеніт-2» (Санкт-Петербург)      | Друга ліга       | 1         | 0         | 0     | 0     |
| 1999—2000 | «Динамо» (Київ)                  | Вища ліга        | 7         | 0         | 2     | 0     |
| 1999—2000 | «Динамо-2» (Київ)                | Перша ліга       | 14        | 1         | 0     | 0     |
| 2000—2001 | «Динамо» (Київ)                  | Вища ліга        | 0         | 0         | 0     | 0     |
| 2000—2001 | «Динамо-2» (Київ)                | Перша ліга       | 8         | 2         | 1     | 0     |
| 2000—2001 | «Дніпро» (Дніпропетровськ)       | Вища ліга        | 13        | 3         | 1     | 0     |
| 2000—2001 | «Дніпро-2» (Дніпропетровськ)     | Перша ліга       | 2         | 0         | 0     | 0     |
| 2001—2002 | «Дніпро» (Дніпропетровськ)       | Вища ліга        | 20        | 5         | 2     | 0     |
| 2001—2002 | «Дніпро-2» (Дніпропетровськ)     | Перша ліга       | 3         | 0         | 0     | 0     |
| 2002—2003 | «Дніпро» (Дніпропетровськ)       | Вища ліга        | 26        | 1         | 4     | 1     |
| 2003—2004 | «Дніпро» (Дніпропетровськ)       | Вища ліга        | 21        | 2         | 7     | 2     |
| 2003—2004 | «Дніпро-2» (Дніпропетровськ)     | Друга ліга       | 4         | 1         | 0     | 0     |
| 2004—2005 | «Дніпро» (Дніпропетровськ)       | Вища ліга        | 5         | 0         | 0     | 0     |
| 2005—2006 | «Волинь» (Луцьк)                 | Вища ліга        | 25        | 1         | 1     | 0     |
| 2006—2007 | «Волинь» (Луцьк)                 | Перша ліга       | 29        | 2         | 2     | 0     |
| 2007—2008 | «Волинь» (Луцьк)                 | Перша ліга       | 35        | 1         | 0     | 0     |
| 2008      | ФК «Атирау»                      | Вища ліга        | 10        | 1         | ?     | ?     |
| 2009      | ФК «Казахмис»                    | Вища ліга        | 23        | 1         |       |       |
| 2009—2010 | «Чорноморець»                    | Прем'єр-ліга     | 2         | 0         | 0     | 0     |
| 2010—2011 | «Волинь» (Луцьк)                 | Прем'єр-ліга     | 16        | 0         | 1     | 0     |
| 2011—2012 | «Волинь» (Луцьк)                 | Прем'єр-ліга     | 5         | 0         | 0     | 0     |